# 1538년

## 연호
- 명(明) 가정(嘉靖) 17년
- 일본(日本) 덴분(天文) 7년
- 후 레 왕조(後黎朝) 응우옌호아(元和) 6년
- 막 왕조(莫朝) 다이찐(大正) 9년

## 기년
- 류큐(琉球) 쇼세이왕(尚清王) 12년
- 명(明) 세종 가정제(世宗 嘉靖帝) 17년
- 조선(朝鮮) 중종(中宗) 33년
- 후 레 왕조(後黎朝) 장종(莊宗) 6년
- 막 왕조(莫朝) 태종(太宗) 9년

## 사건
- 도정궁(都正宮)이 50칸으로 창건되었다.
- 12월 17일 - 교황 바오로 3세가 잉글랜드 국왕 헨리 8세를 파문하였다.

## 탄생
- 음력 3월 27일 - 조선의 강서(姜緖)
- 음력 5월 15일 - 조선의 윤탁연(尹卓然)
- 음력 7월 7일 - 조선의 이일(李鎰)
- 음력 11월 15일 - 조선의 정곤수(鄭崑壽)
- 음력 12월 6일 - 조선의 김성일(金誠一)